# 龙湾遗址
龙湾遗址，是位于中华人民共和国湖北省潜江市龙湾镇瞄新村的一个东周时期遗址，是全国重点文物保护单位。

## 特点
龙湾遗址是东周时期楚国离宫遗址。其遗址分布跨龙湾镇、张金镇，地处江汉平原中心腹地。1960年代之前，遗址大多数被淹埋于湖中，仅有放鹰台和黄罗岗等地露出水面。随着排湖垦荒工程推进，遗址地区成为水产养殖区。1984年，湖北省开展文物普查，同年4月11日普查抵达龙湾。4月14日，普查队员胡正平等人在幸福渠边上发掘出东周绳纹陶片，并在附近发现大量文物，初步确定可能是章华台遗址群。
遗址略呈长方形，东西长约2000米、南北宽约1000米；已发现有放鹰台、荷花台、打鼓台、陈马台、无名台、章家台、郑家台、小黄家台、华家台等十余座台基。放鹰台为最高土台，是一条由东南向西北倾斜长约300米、宽约100米的岗地。已发掘的宫殿基址位于放鹰台东南部，基址为层台建筑。该宫殿的建筑时期可能在春秋中晚期，废弃年代约至战国中期。
1987年2月，湖北省考古学会委派荆州博物馆馆员陈耀钧主持遗址挖掘，并在4月19日剥离出台侧门、东壁、贝壳路等。5月23日，北京大学考古系邹衡来工地考察。1997年，国家文物局将龙湾遗址纳入全国大遗址保护规划，1999年11月1日至2000年1月16日，挖掘出第三台土木结构高台。2000年12月4月至2001年6月4日，当地考古队对放鹰台1号宫殿基址进行第三次挖掘。2000年龙湾楚宫殿遗址经国家文物局专家组评定，为“2000年全国十大考古新发现”，同年纳入保护规划。

## 文物保护情况
1992年12月16日，以“龙湾放鹰台遗址”的名义被湖北省人民政府列为第三批湖北省文物保护单位；2001年6月25日，以“龙湾遗址”的名义被中华人民共和国国务院列为第五批全国重点文物保护单位。
其作为文物的保护范围为：
1．放鹰台遗址群
保护范围：放鹰台遗址及周围一定范围。四至：东至东干渠，西至龙湖河，南至整米台，北至财神殿。
2．黄罗岗遗址
保护范围：黄罗岗遗址及周围一定范围。四至：东至冯家湖西岸，西至张金镇郊，南至总干渠，北至五里碑村。
其作为文物的建设控制地带为：放鹰台遗址群、黄罗岗遗址实施连体控制。四至：东至高家台，西至张金镇街区，南至陈家洲村柴家河，北至京石公路。

## 延伸阅读
- 湖北省潜江博物馆，湖北省荆州博物馆. . 北京: 文物出版社. 2005. ISBN 7-5010-1658-5.